# بيل ستريكلاند (صحفي)
بيل ستريكلاند (بالإنجليزية: Bill Strickland)‏ هو صحفي أمريكي، ولد في 31 أغسطس 1964 في غاري في الولايات المتحدة.